# 陈化成

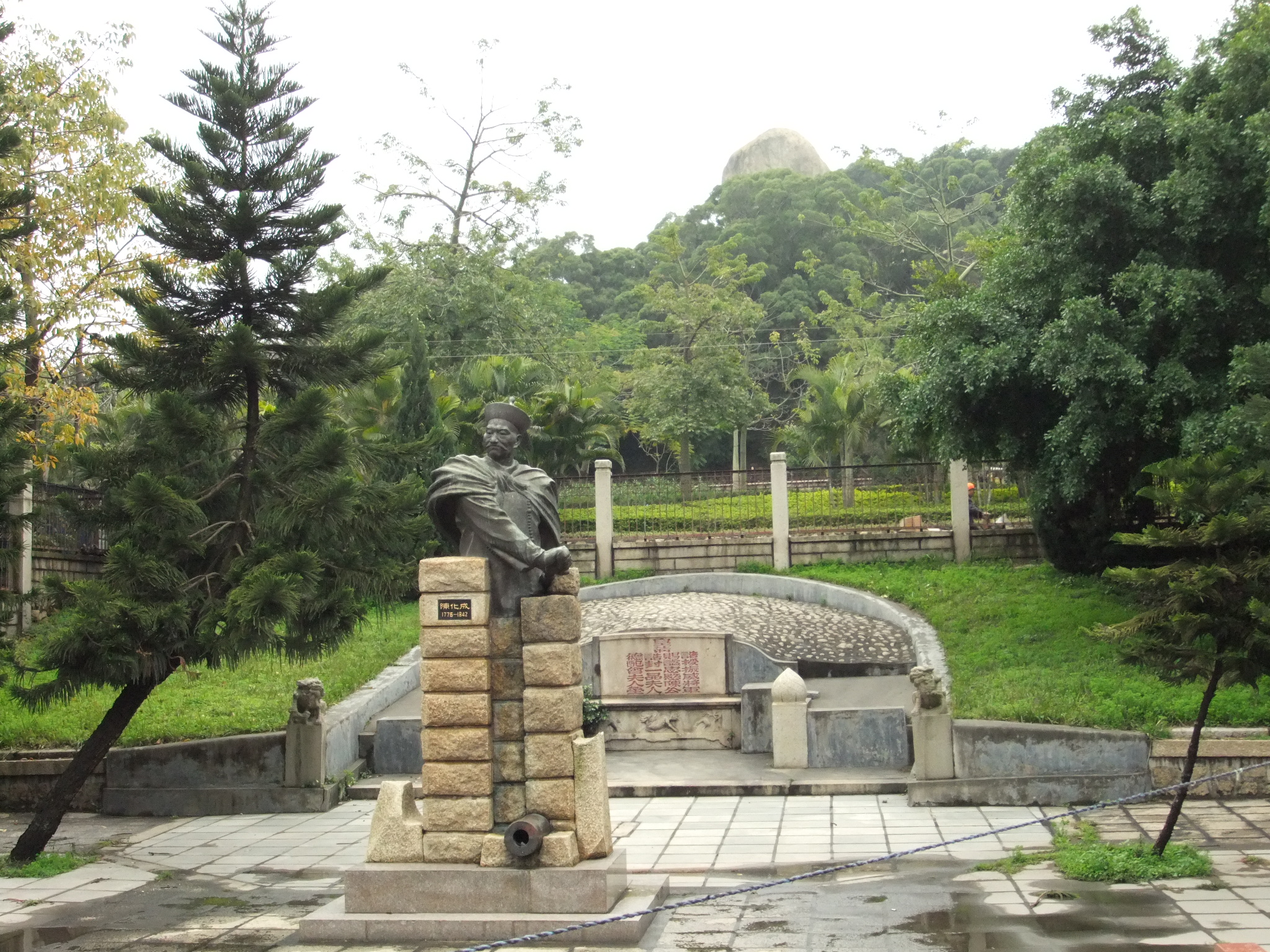
陈化成之墓

陈化成（1776年—1842年6月16日），字业章、蓮峰，諡忠愍，清福建省泉州府同安縣順從里十二都丙洲社人（現為福建省廈門市同安區西柯街道丙洲社区）。因父母喪亡十六歲時隨伯母唐氏、族嫂蔡氏渡臺寄籍於臺灣府淡水廳新莊頭前庄（今新北市新莊區），清朝高階軍官，師從太子少保福建水師提督王得祿，擊敗海盜於艋舺（今臺北市萬華區）、稻江（今臺北市大同區）一帶，升任台灣總兵、福建水师提督、江南提督等要職，在鴉片戰爭中因死守上海吳淞西砲台而陣亡。

## 生平
陈化成生於福建同安洲，童年移居台灣投靠族親，於淡水厅興直堡頭前庄（今新北市新莊區）成長。新莊民間傳說陳化成早年父母雙亡，自幼跟隨族伯陳大永（妻唐氏），族兄陳謙咸（妻蔡氏）夫婦共同生活，唯化成自幼身長體能過人，食量亦過人，長兄無力供養，遂促其投入軍旅，而其大嫂甚為不捨，臨別時贈與親手縫製布鞋一雙（另說特意赴廟宇求之香火、香包等），陳化成感撫養之恩，行伍間經常把布鞋繫於腰間懷內，不稍離身。陳化成初入軍中，不會使用火槍，亦不曉刀棍，但身高過人，軍官任之為軍旗手，一日，清軍與匪兵交戰失利，苦候援軍不至，只好撤退，此時陳化成的布鞋突然遺失，心急狂奔，欲找尋之。古時鳴金收兵，聞鼓前進，皆以軍旗為指標，士卒見軍旗奔向前線，以為援軍來臨，發動總攻，士氣大振，人人冒死前進，終於打敗敵軍凱旋而歸，陳化成因舉旗有功，順遂昇官。
後因镇压亦是同安人的海盜蔡牵，因此由額外外委、外委一路擢升，嘉慶七年遷金門鎮右營把總，嘉慶十年遷南澳鎮右營千總，嘉慶十四年升桐山營水師守備，嘉慶十五年遷海壇鎮右營游擊，嘉慶十八年五月署銅山營參將，同年十月署水師提標中軍參將，嘉慶十九年補澎湖水師副將，因籍隸本省與歷未符，嘉慶二十四年調浙江瑞安協副將，旋以丁憂奪福寧鎮烽火門參將，道光元年署澎湖水師副將，道光三年二月調臺灣水師副將，同年八月擢廣東碣石鎮總兵，旋調金門鎮總兵。清宣宗道光十年（1830年）任福建水师提督，驻守厦门，在闽浙总督邓廷桢的支持下多次击退来犯的英国舰队。清宣宗道光二十年（1840年）七月，调任江南提督。时第一次鸦片战争已经爆发，陈化成在两江总督裕谦支持下，完善了位于长江和黄浦江江口吴淞炮台的防御措施，誓死保卫长江水道。道光二十一年（1841年）英军占浙江舟山定海，裕谦、葛云飞等牺牲。
道光二十二年（1842年）6月16日。英军攻打吴淞炮台，陈化成率军坚守，中弹陣亡。屍首於12日後才被尋獲。
有子陳廷芳、陳廷棻，孙陳振世。

## 紀念
清朝扬威将军、乾隆帝曾孙奕经命貝青喬为陈化成做樂府詩而為挽词
一战甬江口，督臣死提臣走；再战吴淞口，提臣死督臣走；三战乃及金陵城，江涛寂静噤不声，陈将军后谁敢兵。君不见走者皆弃诸市，死者长如生。
上海人奉其像於當地著名之上海城隍廟，陳化成也與霍光、秦裕伯合稱「上海三大城隍」。在上海，除了黄浦区城隍廟外，宝山区有陈化成紀念館和化成路，松江区有陈化成祠。在福建厦门金榜山，有陈化成墓。
在臺灣，陳化成曾隨伯母蔡氏移居新莊頭前庄，庄內的主要道路被命名為「化成路」。:256、474陳化成姪子陳光淵中舉之後，在頭前庄內豎立旗桿紀念，後被移至中平公園，新莊市長蔡家福立有〈民族英雄陳化成紀念碑文〉。

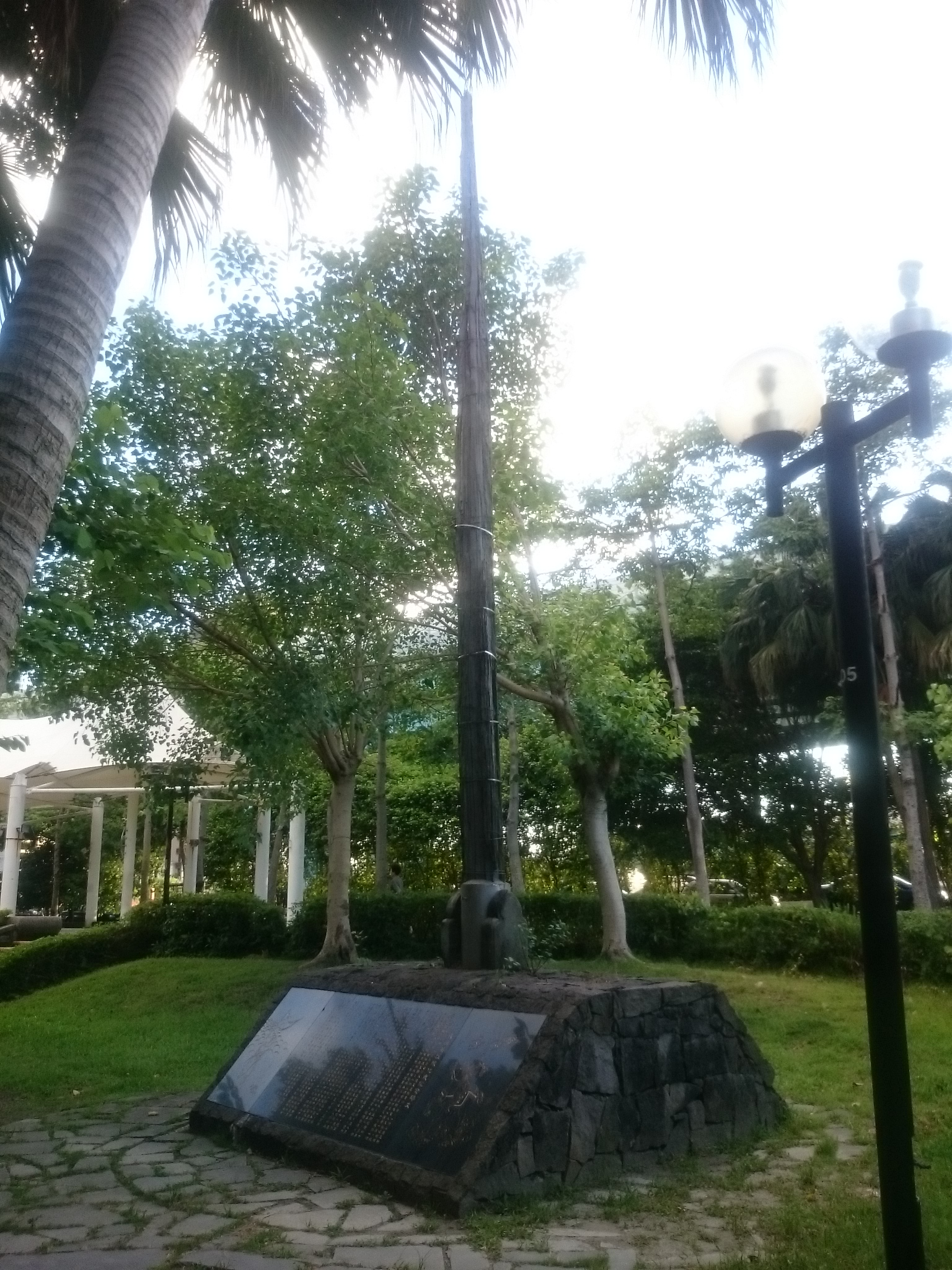
新北市新莊區中平公園民族英雄陳化成紀念碑
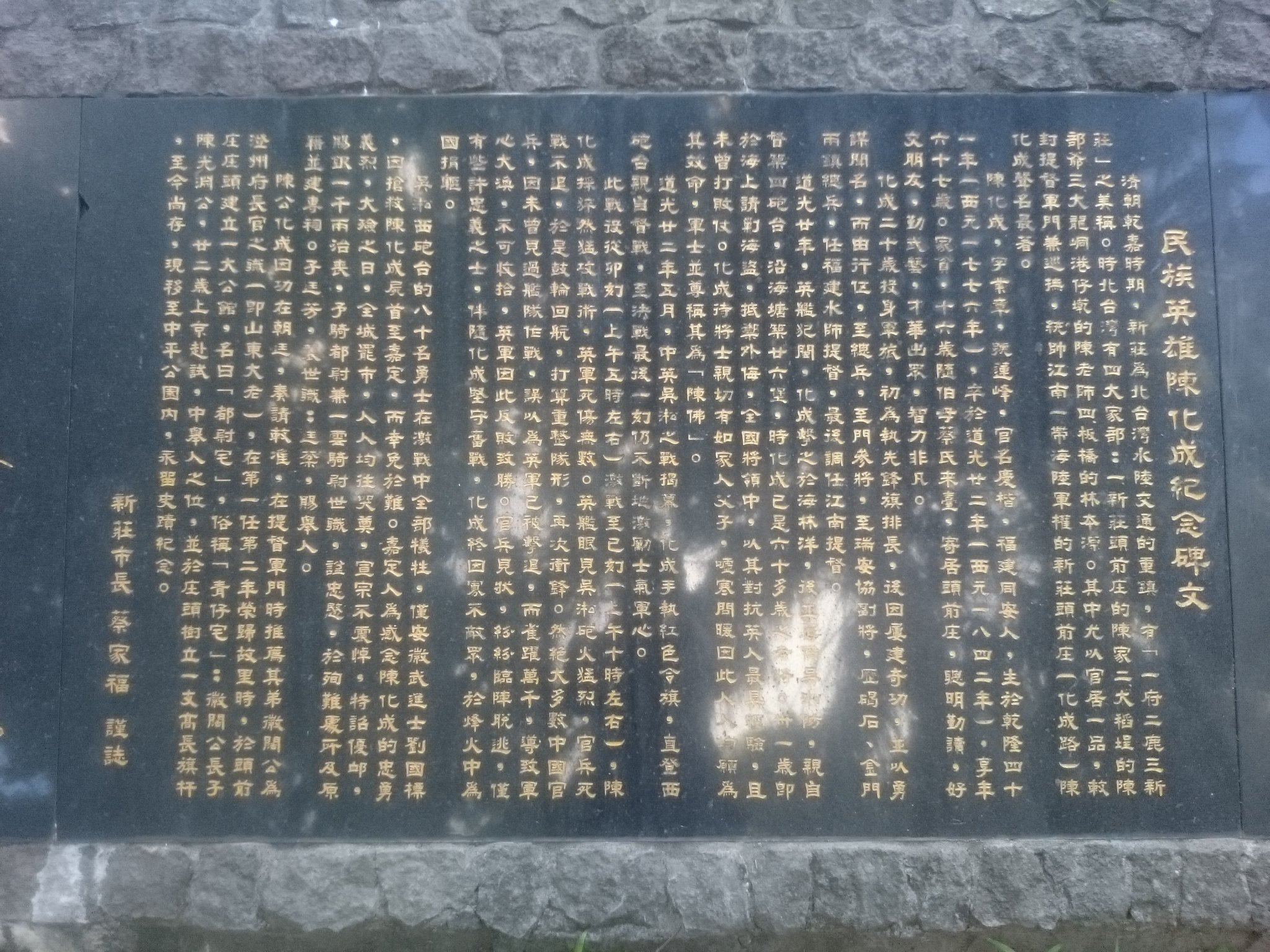
民族英雄陳化成紀念碑文

## 延伸阅读
[在维基数据编辑]
 《清史稿·卷372》，出自趙爾巽《清史稿》